# 杰斯特中心

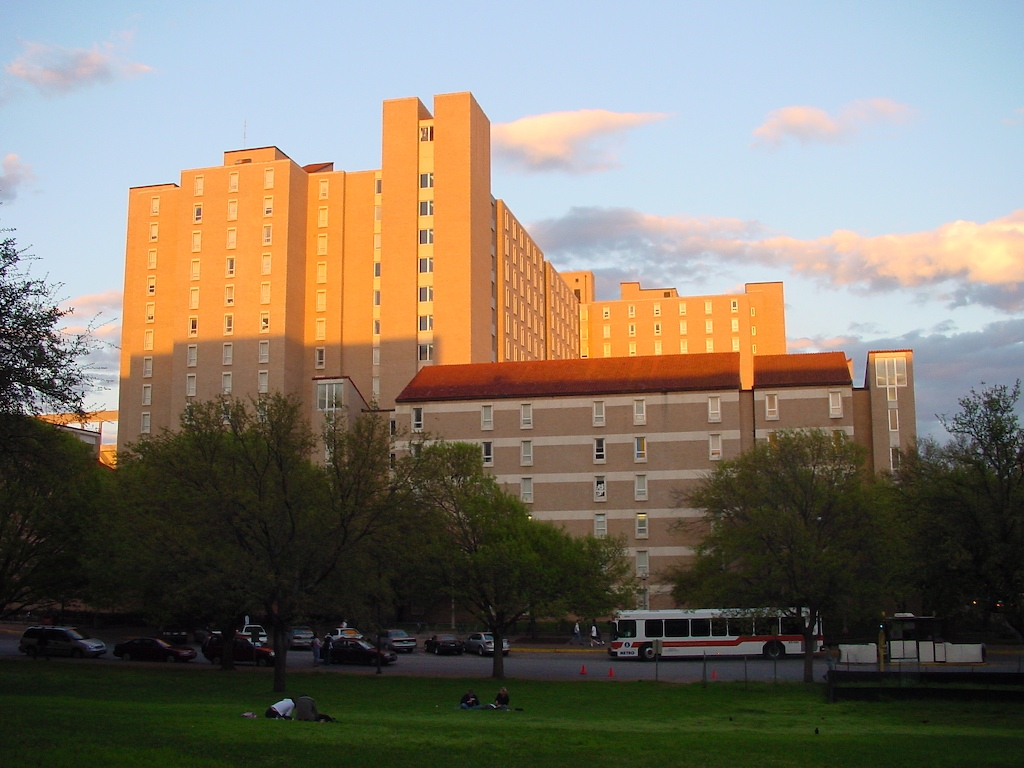
杰斯特中心

杰斯特中心（或称“杰斯特中心学生宿舍”），是一栋位于德克萨斯大学奥斯汀分校的男女混宿宿舍楼。该宿舍区始建于1969年，以1947-1949年时任德克萨斯州州长博福德·H·傑斯特命名。

## 设施

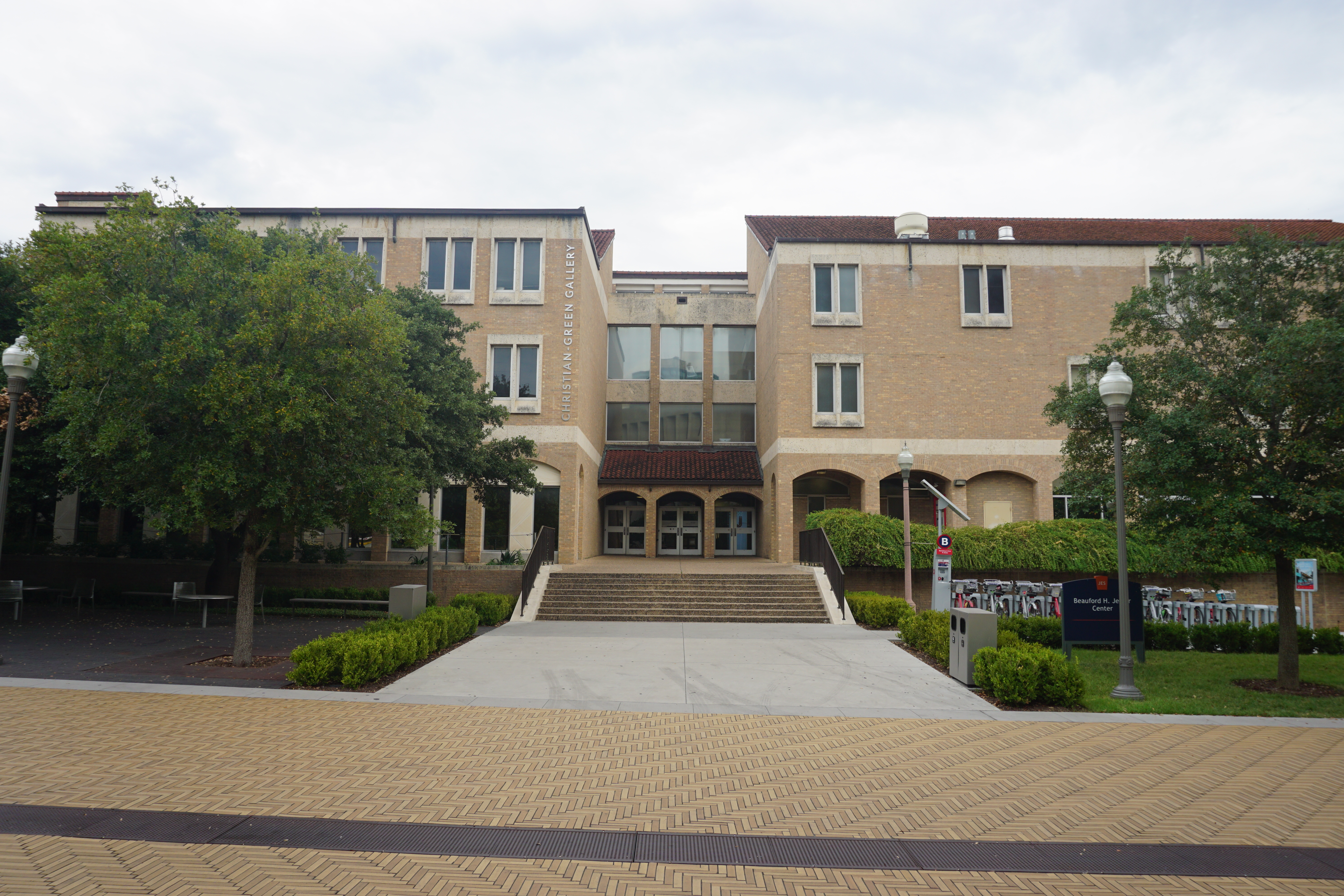
杰斯特中心

杰斯特中心截止竣工时曾是北美州内最大的宿舍建筑，可以容纳3200名学生（若加上补充住房，则可以容纳3300人）。这个宿舍建筑群占地面积约等于一个街区，曾经是德克萨斯州奥斯汀市最大的建筑，也是德州大学奥斯汀分校大学史上最大的建筑项目。
该综合楼包括两座塔楼：分别为一个14层(Jester West)和一个10层的宿舍楼(Jester East)。Jester West的绝大多数房间仍然内置家具，Jester East则已经完全翻新，屋内包括可移动的家具。Jester West的部分楼层也经过了翻新。所有宿舍都配有两张单人床。虽然一些房间设有私人或共享浴室，但大多数学生还是使用公共洗手间设施。每个塔楼还设有书房、休息室、洗衣房和储藏区。学校不定期将学习休息室改为“补充住房”，供未分配标准宿舍间的学生使用。
该宿舍还设有多个办公室，用于学生服务、辅导、指导、学术咨询、教室和讲堂。该中心还包含一个自助餐厅“J2”（意为Jester 2楼）、一个知名快餐店Wendy's、一个传统食堂“Jester City Limits”（取名自奥斯丁著名音乐节：Austin City Limits）、一家便利店“Jester City Market”、披萨店Jesta Pizza、面包店“40英亩”、冰沙店“Freshens”以及销售UT服装的Jesta' Texas礼品商店。

## 特色
位于Jester West二楼和Jester East一楼的大堂外面分别有一架三角钢琴，供学生休闲娱乐。Jester West的壁炉休息室和Jester East的一楼大厅设有大屏幕电视和舒适的椅子。学生们经常使用众多的休息区作为会议场所或小组学习区。每层楼至少设有一个休息室，但在Jester West Desk旁边还设有一个24小时开房的安静休息室。
Jester的附近的建筑包括：Perry-Castañeda图书馆、Gregory 体育馆、Lee和Joe Jamail德克萨斯游泳中心以及许多学术建筑。
Jester中心有各种类型的房间。大约有一半的房型为配有公共浴室/卫生间的双人间，另一半则是配有共享浴室的双人间。Jester每层楼有两个设有私人浴室的双人间。Jester整栋楼里还有几个三人间和单人间。 每学期开始时，Jester都会安排大量学生暂住在补充住房里。 这些房间是为了容纳四名学生而改造的学习休息室。这些补充住房总是很受学生的欢迎，以至于正常的宿舍可以搬入时，很多学生都不愿离开。
杰斯特中心还设有学习中心、非洲裔美洲人研究中心、工程，通讯和自然科学顾问办公室、职业探索中心和许多教室。 因此学生在杰斯特中心足不出户就能生活和上课的情况并不罕见。Jester East前台还为学生提供一次48小时查看DVD的服务。Jester West设有一个大型计算机实验室，学生们可以在这里写文章、完成作业或完成项目。

## 都市传说
根据学生民间传说，这栋宿舍中心是由专门从事监狱设计的建筑师设计的。由于淋浴头被放置得相当低（1983年的民间传说），因此人们相信此建筑师专攻于设计女子监狱。 
Jester曾经有自己的邮政编码：78787。但在1986年Jester的邮政编码变了。 目前整个大学都是78705邮政编码区的一部分，而杰斯特的住所大厅则是德克萨斯州议会大楼区域第148区的投票站。
杰斯特中心偶尔会有（特别是在平静的宿舍餐饮设施中）艺术家伯克利·布什（Berkeley Breathed）的漫画“The Academia Waltz”。他在1978年至1979年在“每日德克萨斯报”上发表，当时的Breathed是UT大学生。 